# اومبریاتیکو
اومبریاتیکو (به ایتالیایی: Umbriatico) یک کومونه در ایتالیا است که در استان کروتون واقع شده‌است.

## خصوصیات
اومبریاتیکو ۷۲ کیلومترمربع مساحت و ۹۳۰ نفر جمعیت دارد و ۴۲۲ متر بالاتر از سطح دریا واقع شده‌است.